# 부기맨 3
《부기맨 3》(영어: Boogeyman 3)은 2008년 공개된 미국의 초자연 공포 영화이다. 《부기맨 2》(2007)의 속편이자 부기맨 영화 시리즈 마지막 작품이다.

## 줄거리
재학 중인 대학교 라디오 방송국에서 쇼를 진행하는 세라는 부기맨이 미첼 앨런의 딸 오드리를 목졸라 죽이는 장면을 목격하고 친구들에게 경고하지만 아무도 이를 믿지 않는다. 그러나 곧 기숙사에서 한 명씩 부기맨에게 죽음을 맞이한다.
세라는 실은 부기맨이 자신의 두려움을 이용해 힘을 키워왔다는 걸 깨닫게 된다. 세라가 다른 이들에게 부기맨의 존재를 믿도록 설득하면서 부기맨은 도시 전설에 대한 사람들의 믿음을 먹이로 강력한 힘을 얻었던 것이다. 세라는 부기맨을 저지하기 위해 부기맨이 초래해온 모든 죽음에 대한 책임이 자신에게 있다고 거짓말을 하며 부기맨의 존재를 부정하는데...

## 출연
- 에린 케이힐 - 세라 모리스 역
- 척 히틴저 - 데이비드 역
- 미미 마이클스 - 린지 역
- 조지 매과이어 - 제러미 역
- 맷 리피 - 로저 케인 역
- 니키 샌더슨 - 오드리 앨런 역
- 엘리어스 거벨 - 벤 역
- 제인 와이즈너 - 에이미 역
- 토빈 벨 - 미첼 앨런 의사 역 (목소리, 크레디트 미기재)